# Club Ourense Baloncesto
Maillots
Le Club Ourense Baloncesto est un club espagnol de basket-ball basé à Orense (Galice, Espagne). Il a été fondé en 1979. Il est présidé par Antonio Gavilanes.

## Historique
Le club a joué un total de dix saisons en première division au cours de son histoire.
Le 2 juin 2015, le club parvient à monter en première division mais doit rester une saison supplémentaire en deuxième division pour des raisons administratives. 
Le club joue ses matches au Palais des sports Paco Paz.

## Entraîneurs
- 1987 :  Manuel Fernández Rey
- 1988-avril 1992 :  Ángel Navarro
- Avril 1992-? :  Tim Shea
- février 1994-1995 :  Randy Knowles
- 1995 :  José Antonio Figueroa
- Janvier 1996 :  Randy Knowles
- Février 1997 :  Ángel Navarro
- Février 1997-? :  Randy Knowles
- 1998-2001 :  Sergio Valdeolmillos
- Mars 2001-2001 :  Pedro Martínez
- 2001-2003 :  Salva Maldonado
- 2003-2004 :  Ángel Navarro
- 2009-2010 :  Javier Muñoz
- 2010-2013 :  Rafa Sanz
- 2009-2011 :  Paco García
- 2013- :  Gonzalo García